# Печёнковское сельское поселение
Печёнковское сельское поселение — муниципальное образование в составе Велижского района Смоленской области России.
Административный центр — деревня Печёнки.
Главой поселения и Главой администрации является Сидоров Владимир Леонидович

## Географические данные
- Расположение: восточная часть Велижского района
- Граничит:
  - на западе — с Велижским городским поселением,
  - на северо-западе — с Селезнёвским сельским поселением,
  - на юго-западе — с Крутовским сельским поселением Велижского района Смоленской области,
  - на юго-востоке — с Демидовским районом Смоленской области.
  - на северо-востоке — с Тверской областью.
- Крупные реки: Борожанка.
- По территории поселения проходит автомобильная дорога Р133 Смоленск — Невель.

## История
Образовано законом от 2 декабря 2004 года. Законом Смоленской области от 20 декабря 2018 года в Печёнковское сельское поселение были включены все населённые пункты двух упразднённых сельских поселений: Заозёрского и Погорельского.

## Население
| 2011 | 2012 | 2013 | 2014 | 2015 | 2016 | 2017 |
| ---- | ---- | ---- | ---- | ---- | ---- | ---- |
| 378  | →378 | ↘360 | ↘359 | ↘344 | ↘331 | ↗335 |
| 2018 | 2019 | 2020 | 2021 |      |      |      |
| ↘327 | ↘317 | ↗850 | ↘751 |      |      |      |

## Населённые пункты
На территории поселения находятся 47 населённых пунктов:
| №  | Населённый пункт   | Тип     | Население |
| -- | ------------------ | ------- | --------- |
| 1  | Березьково         | деревня | 13        |
| 2  | Бобова Лука        | деревня | 11        |
| 3  | Большая Ржава      | деревня | 26        |
| 4  | Большие Коряки     | деревня | 8         |
| 5  | Большое Залюбище   | деревня | 28        |
| 6  | Ботаги             | деревня | 5         |
| 7  | Бохоново           | деревня | 0         |
| 8  | Васькино           | деревня | 10        |
| 9  | Гатчино            | деревня | 7         |
| 10 | Глузды             | деревня | 3         |
| 11 | Городище           | деревня | 69        |
| 12 | Долбешки           | деревня | 16        |
| 13 | Дор                | деревня | 6         |
| 14 | Заболонье          | деревня | 30        |
| 15 | Заозёрье           | деревня | 164       |
| 16 | Зелёный Луг        | деревня | 1         |
| 17 | Зубки              | деревня | 9         |
| 18 | Карпеки            | деревня | 0         |
| 19 | Картавщина         | деревня | 0         |
| 20 | Колотовщина        | деревня | 3         |
| 21 | Колотовщина        | деревня | 5         |
| 22 | Копыльники         | деревня | 12        |
| 23 | Красный Луг        | деревня | 3         |
| 24 | Курбатовщина       | деревня | 0         |
| 25 | Лемеши             | деревня | 11        |
| 26 | Малая Ржава        | деревня | 55        |
| 27 | Малое Залюбище     | деревня | 5         |
| 28 | Малые Коряки       | деревня | 9         |
| 29 | Мальково           | деревня | 0         |
| 30 | Пасторки           | деревня | 0         |
| 31 | Патики Плосковские | деревня | 96        |
| 32 | Патики Чепельские  | деревня | 24        |
| 33 | Печёнки            | деревня | 152       |
| 34 | Плоское            | деревня | 8         |
| 35 | Погорелье          | деревня | 216       |
| 36 | Понево             | деревня | 8         |
| 37 | Руковщина          | деревня | 0         |
| 38 | Самусенки          | деревня | 6         |
| 39 | Синичино           | деревня | 7         |
| 40 | Староселье         | деревня | 2         |
| 41 | Триково            | деревня | 1         |
| 42 | Хрипино            | деревня | 12        |
| 43 | Чепли              | деревня | 109       |
| 44 | Шахино             | деревня | 0         |
| 45 | Шейдово            | деревня | 14        |
| 46 | Шитики             | деревня | 1         |
| 47 | Шумилово           | деревня | 31        |

## Экономика
Сельхозпредприятия, школа, магазины.